# Aneurisme
Et aneurisme (fra græsk ἀνεύρυσμα, udvidelse) er en unormal lokal udvidelse af en pulsåre (arterie). Aneurismer forekommer hyppigst i aorta (hovedpulsåren) og Willis' arterielle cirkel (pulsårerne under hjernen). Aneurismer skyldes en svækkelse af karvæggen, og dette kan skyldes både arvelige faktorer og erhvervet sygdom. 
Aneurismer giver ikke nødvendigvis anledning til problemer og opdages ofte slet ikke. Diagnosen kan stilles ved undersøgelse af blodkarrene med ultralyd eller scanning. Hvis udposningen er meget stor, er der risiko for at den brister (ruptur), hvilket udløser pludselig blødning med høj risiko for død. 
Aneurismer kan behandles ved operation, hvor man enten erstatter den ramte del af blodkarret med et stykke kunstigt blodkar eller indsætter et net som foring (stent) i blodkarret.